# Циранавор
Циранавор (арм. Ծիրանավոր եկեղեցի) — армянская церковь V—VI веков, расположенная на краю ущелья в городе Аштарак, Арагацотнская область Армении.

## История
На месте, когда-то называвшемся «крепостью» находится древнейший памятник той эпохи – Циранаворская церковь. Его построил католикос – Нерсес II Багревандци.
Согласно имеющимся данным, на этом месте в древности находился храм, посвященный культу вишапа-дракона, т.е. Аждаака (исполина). После принятия христианства, храм постигла судьба языческих храмов — он был разрушен, а на его фундаменте была возведена прямоугольная по формам церковь. В V веке она перестраивалась.
В XVIII—XIX веках церковь полностью перестраивается в крепость. В частности, в верхней части южной стены открываются защищенные «венцами-шлемами» амбразуры. В 1962 году были проведены работы по укреплению и благоустройству памятника, а в 1988 году велись раскопки, в результате которых была разрушена двойная стена западного фасада, что позволило открыть датированную 1013 годом надпись царя Гагика I Багратуни (990—1020).

## Устройство церкви
Наружные размеры церкви 12.6×25.3 метров. Крыша центрального нефа держится на трех парах T–образных колонн, что свойственно армянской архитектуре того периода. Кровля церкви была разрушена в 1815 году. Церковь представляет собой базилику прямоугольной формы с подковообразным алтарем. В последующие века северная и западная стены были удвоены и укреплены. Внутри располагается двойное окно. На восточном фасаде церкви сохранились остатки зубчатой решетки. Старая базилика была окружена стенами, что придавало всей постройке усадебный вид. Поскольку церковь была построена на краю ущелья реки Касах, она также выполняла роль оборонительного сооружения.

## Галерея

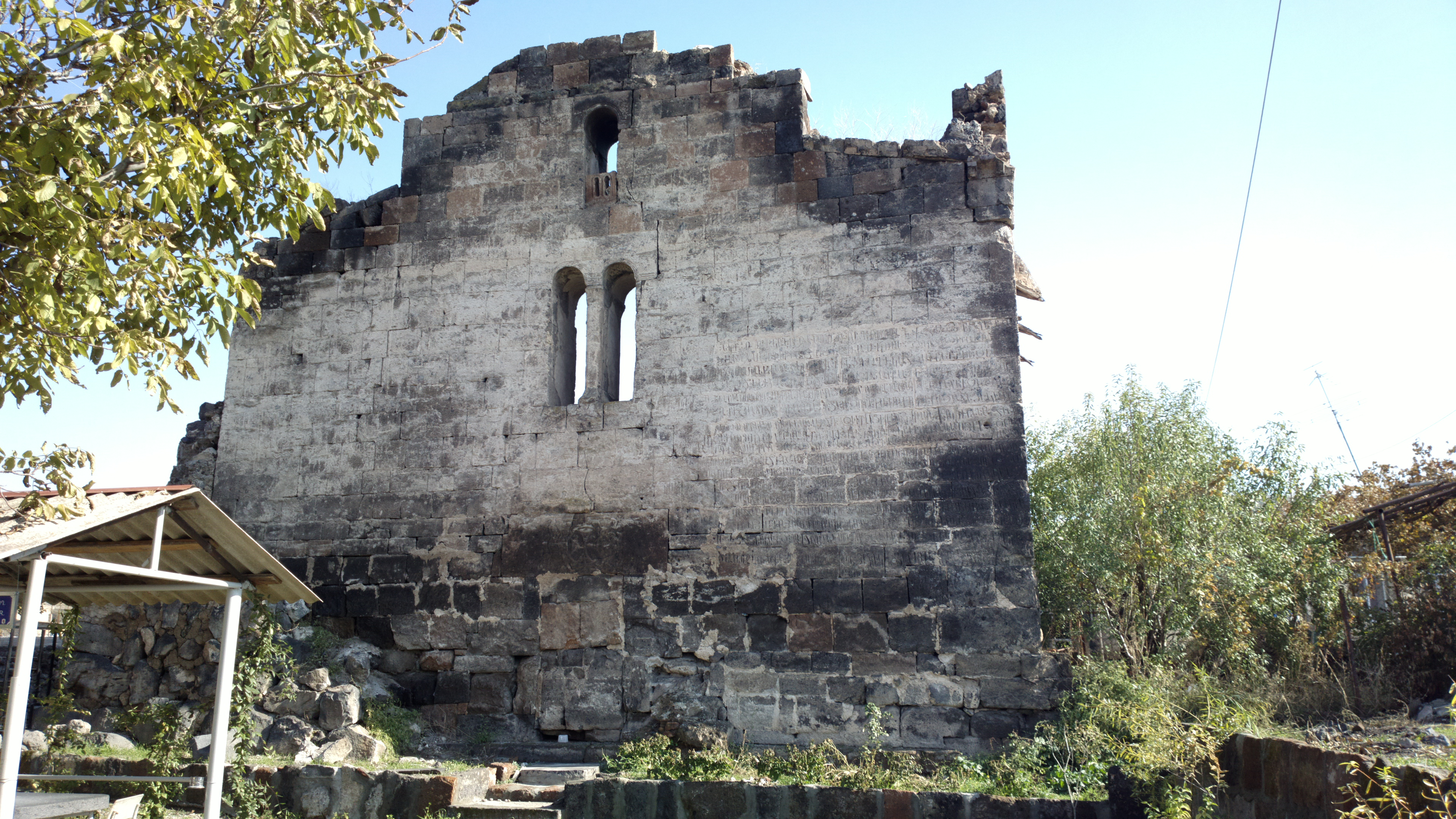
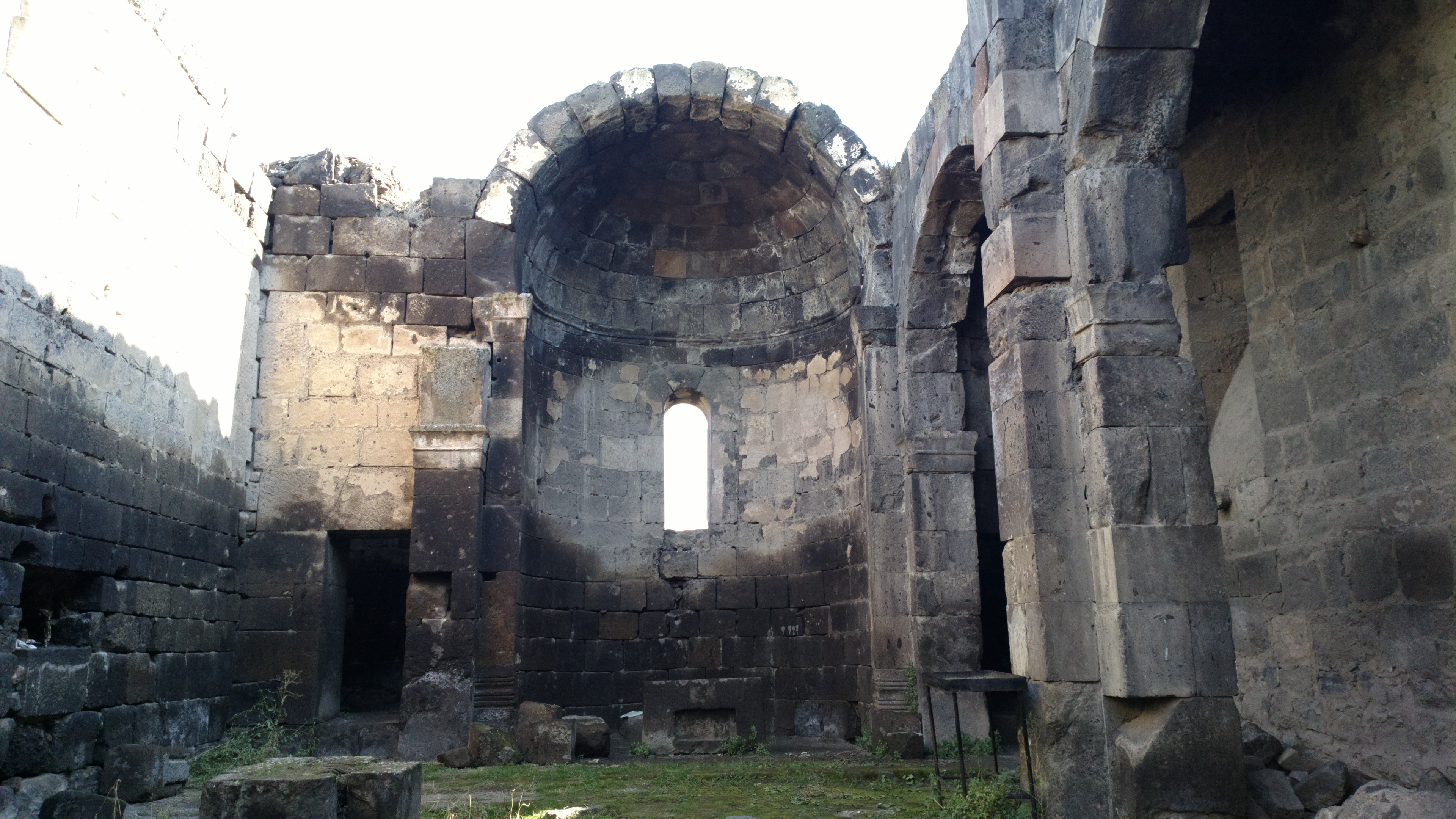
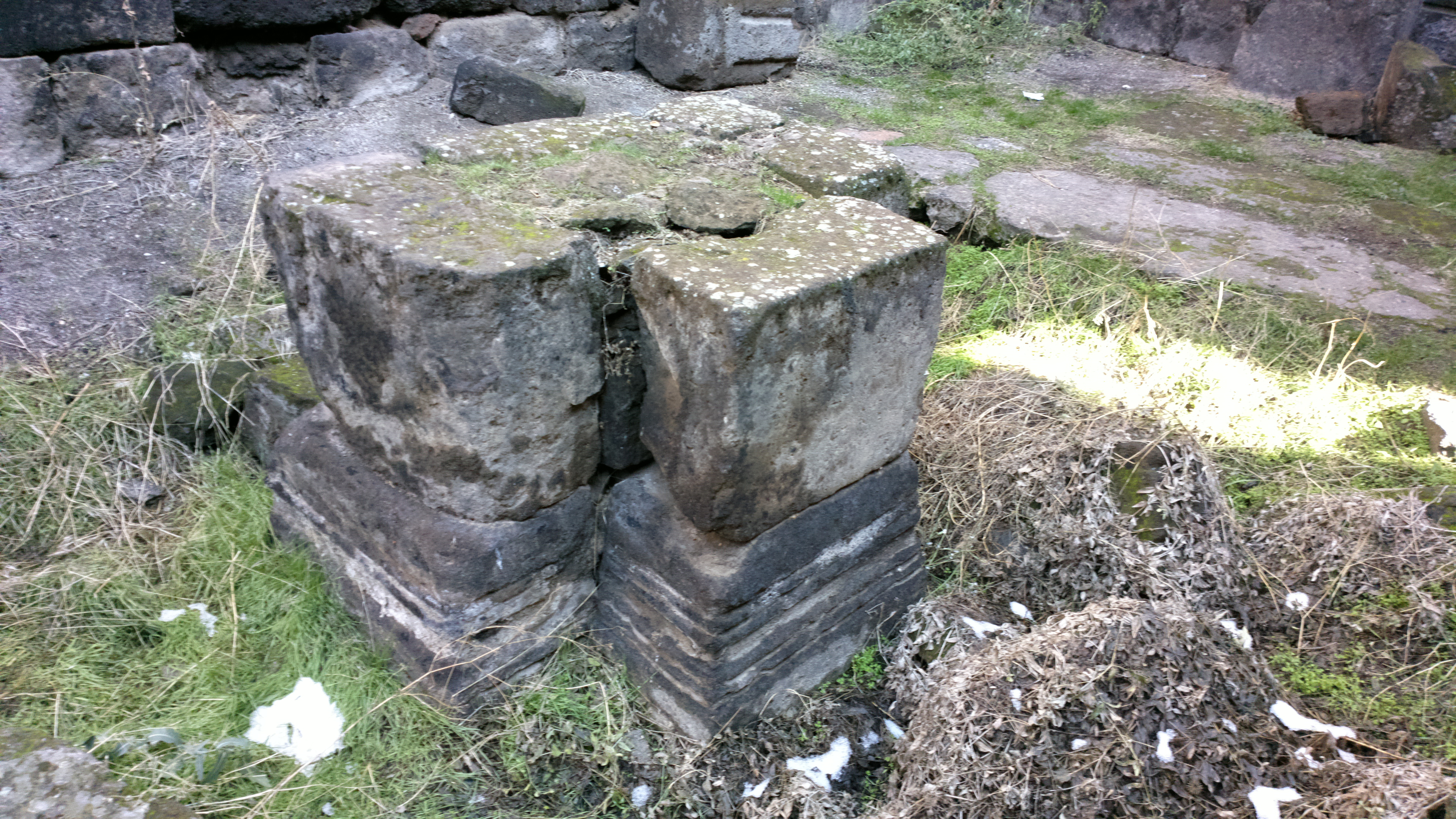
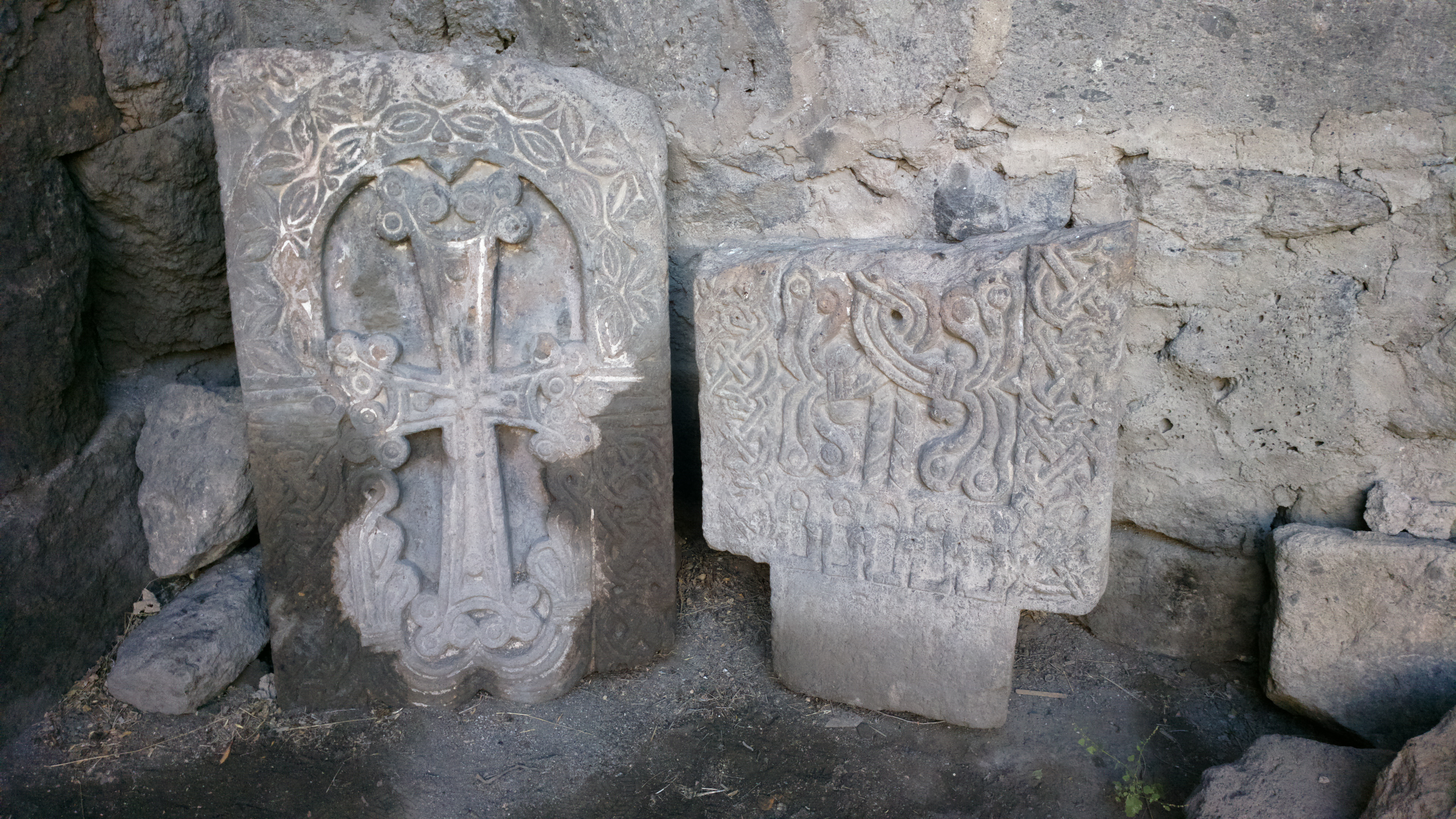
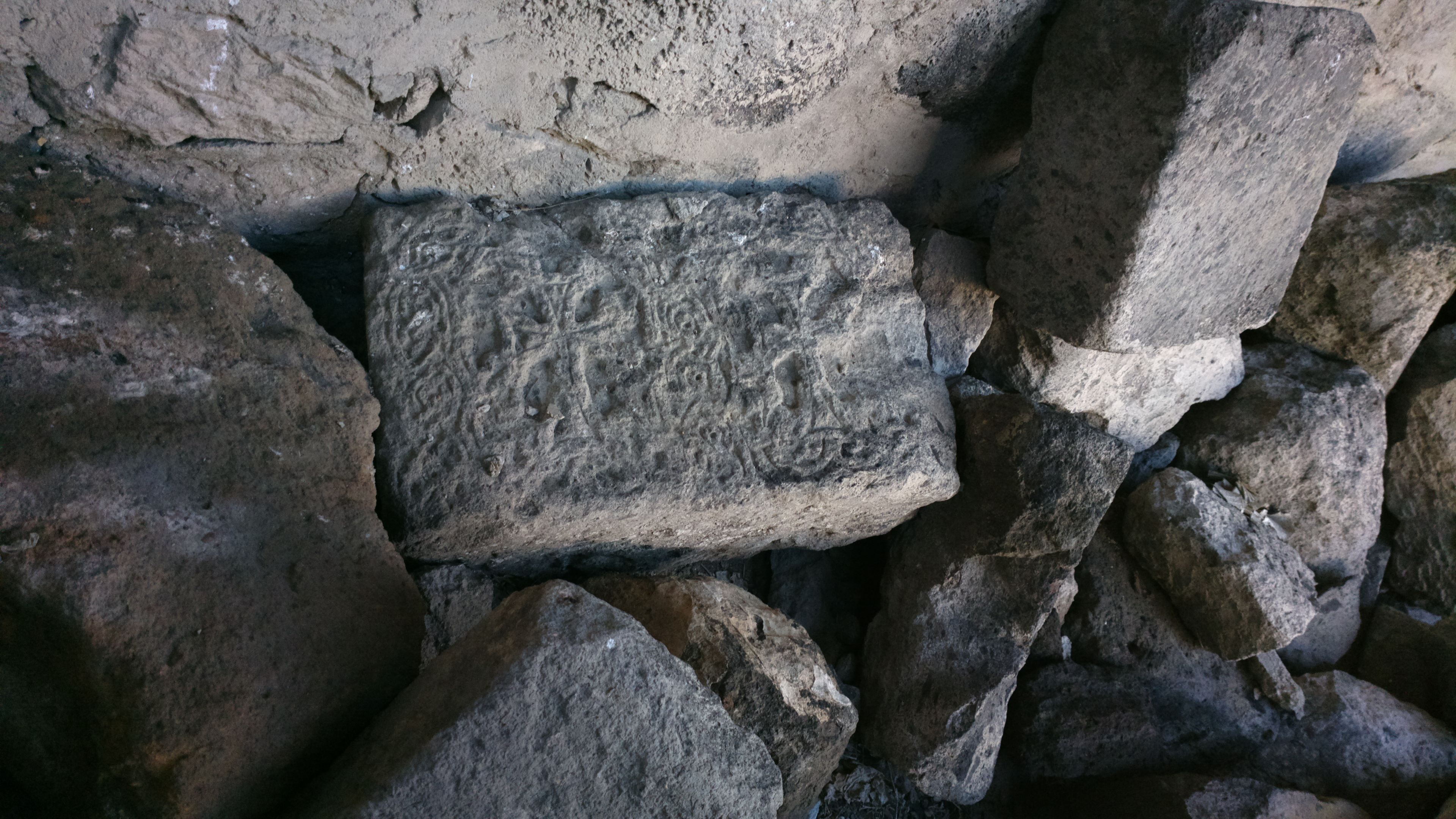
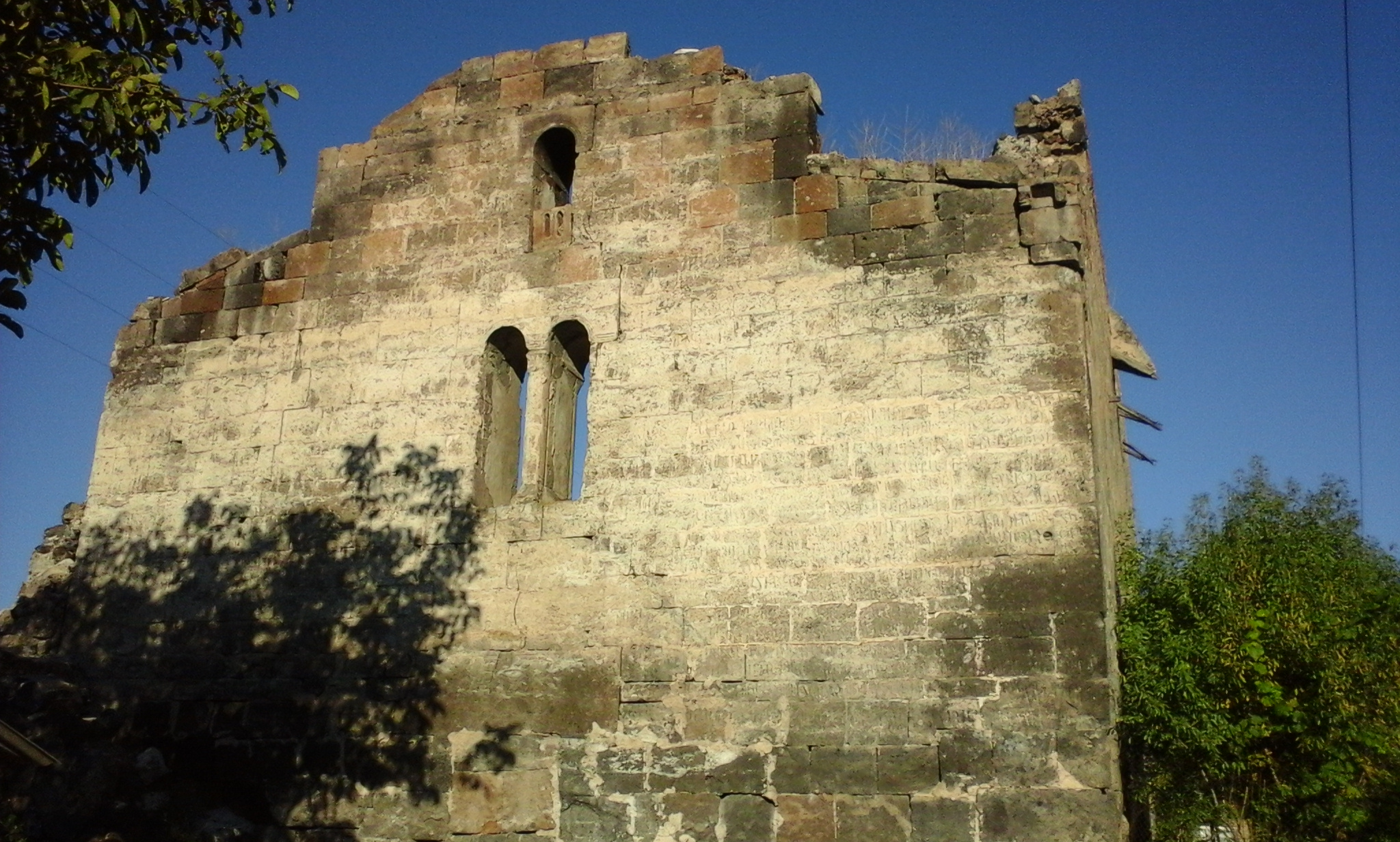
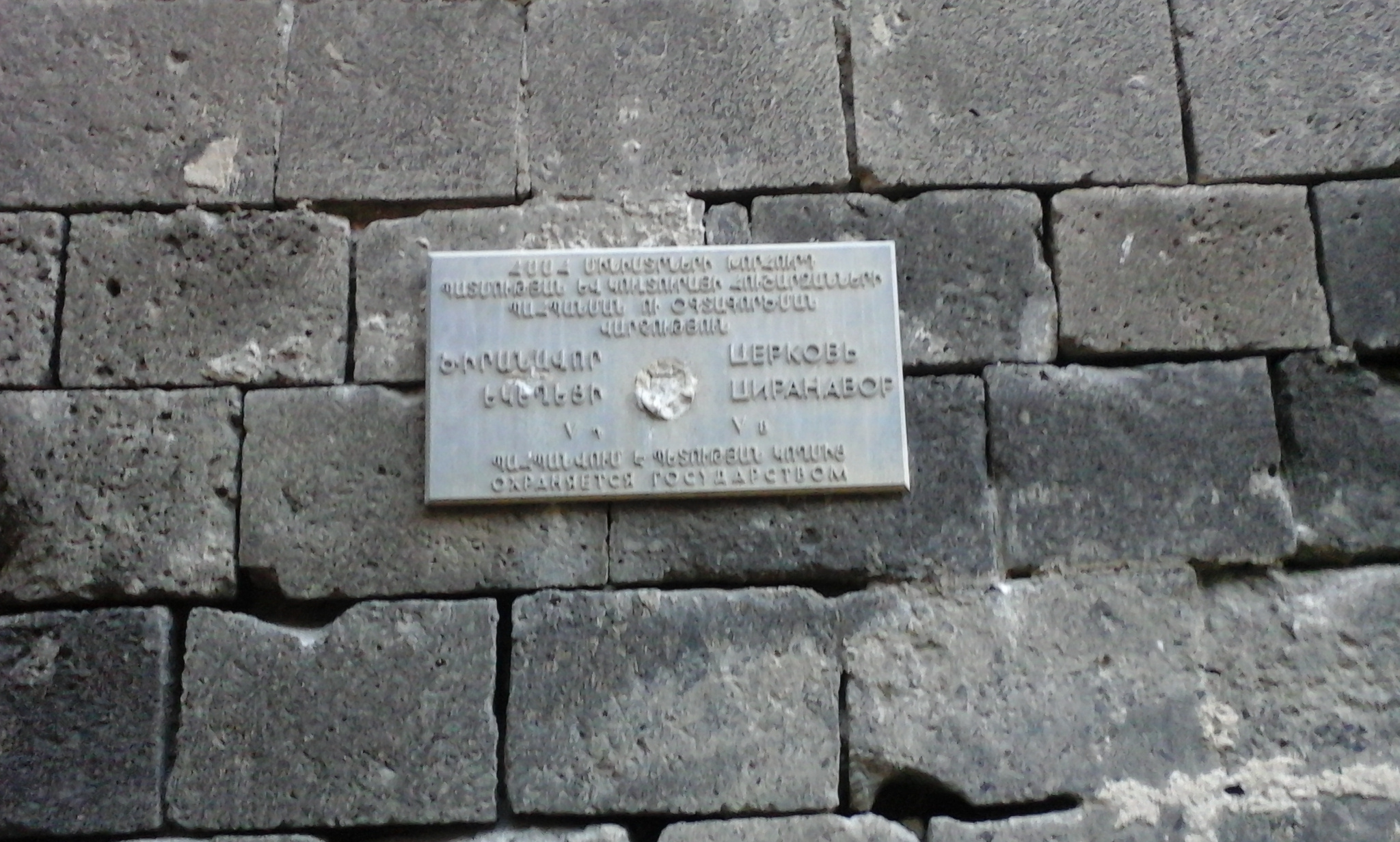
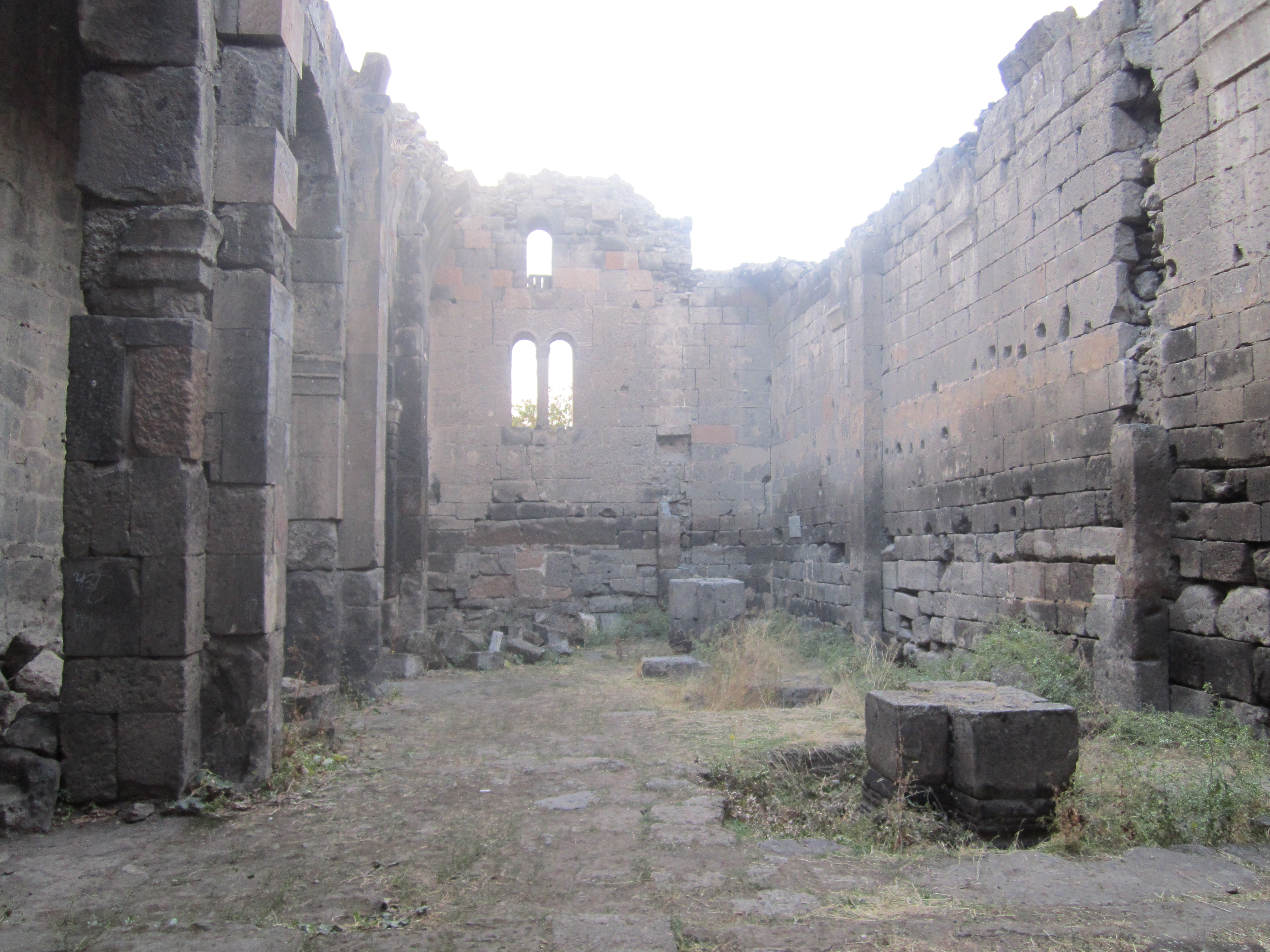
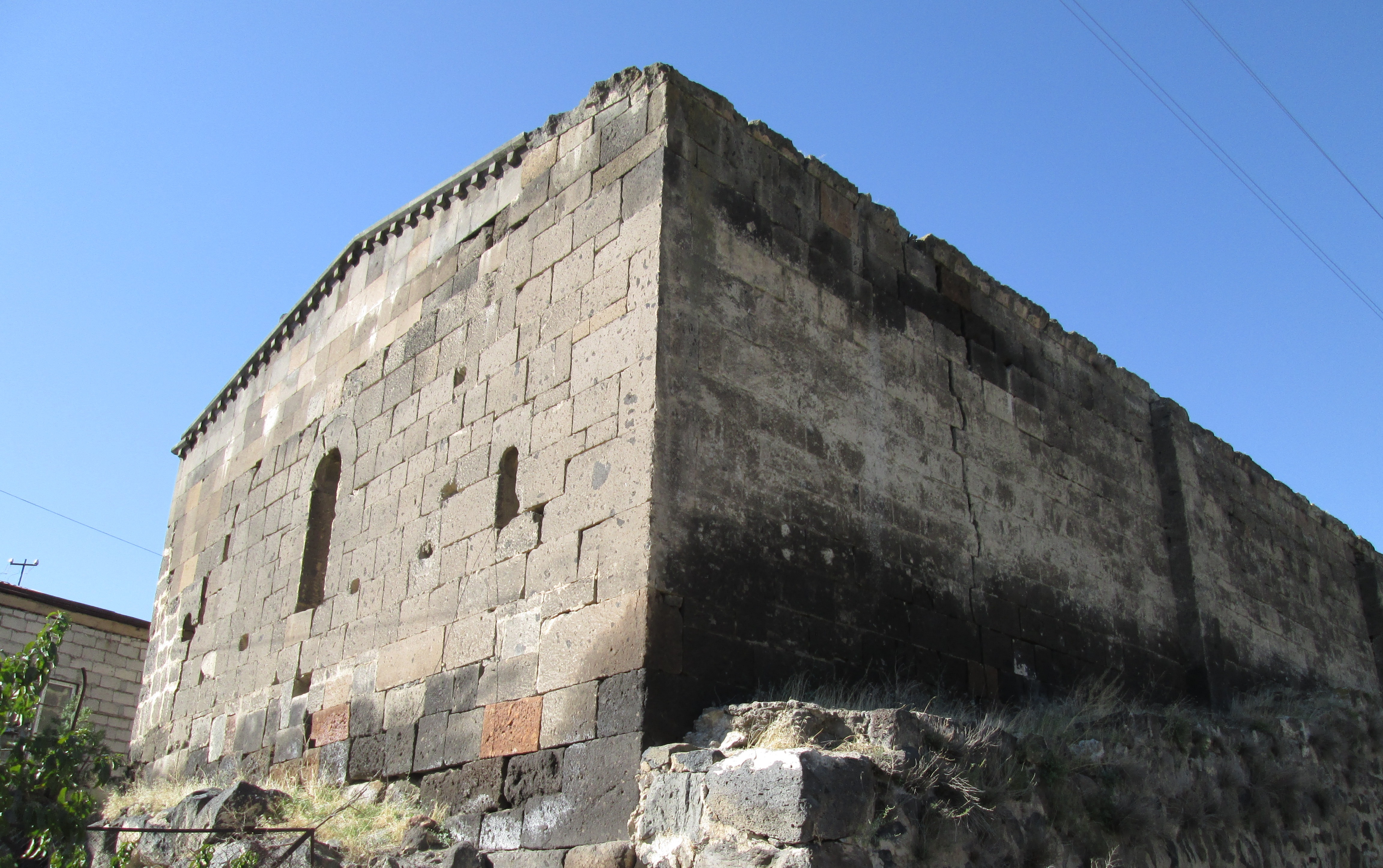
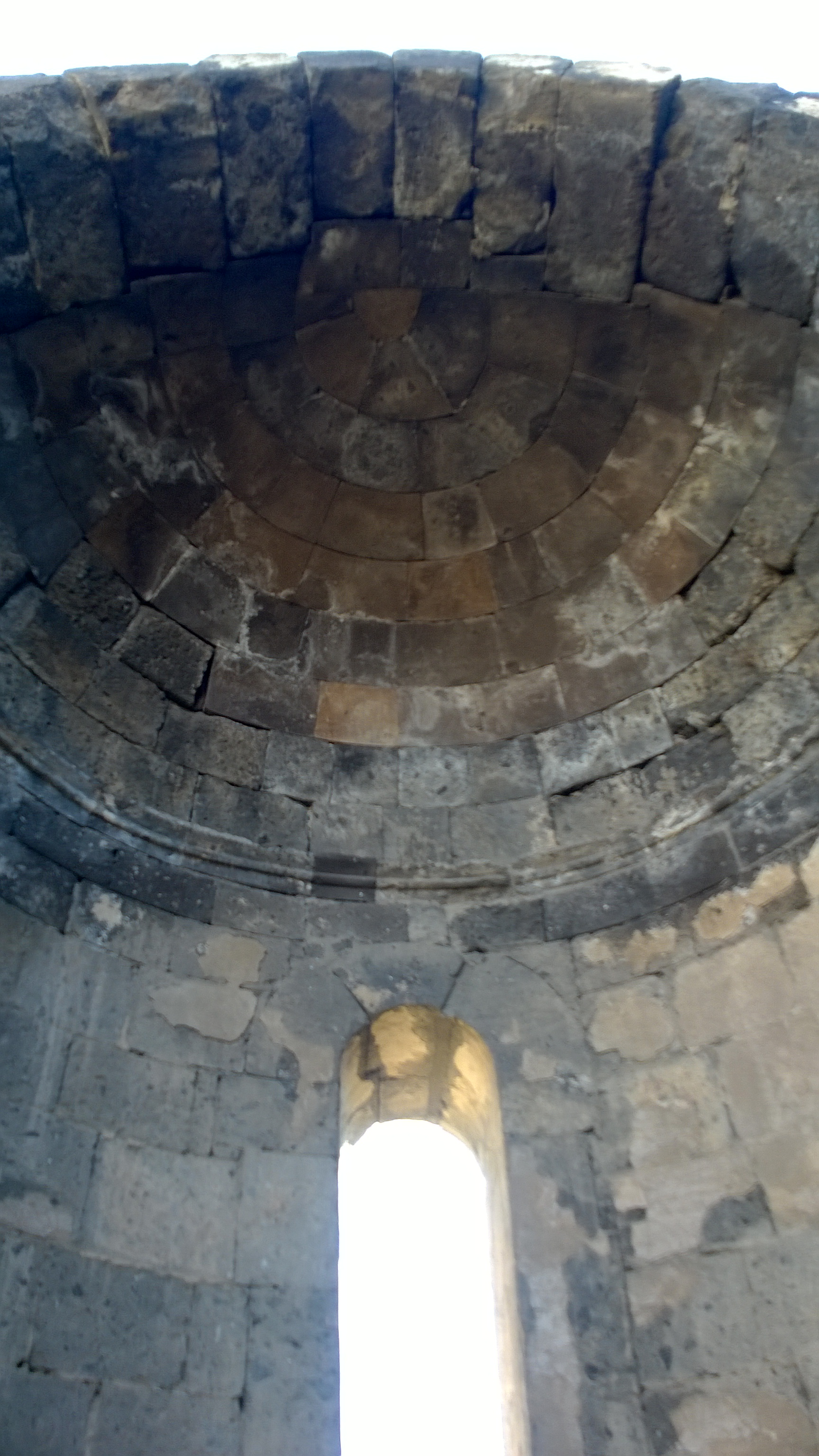